# سباق أمستل الذهبي 2012
سباق أمستل الذهبي 2012 هو سباق دراجات هوائية أقيم في هولندا بتاريخ 15 أبريل 2012، تكون السباق من مرحلة واحدة وامتدّ لمسافة 256. 5 كم بسرعة 39.201 كم/س، استغرق السباق 6 ساعات. فاز به الإيطالي إنريكو جاسباروتو.

## الترتيب
| م                     | الدرّاج           | البلد   | الزمن   |
| --------------------- | ---------------- | ------- | ------- |
| الفائز بالترتيب العام | إنريكو جاسباروتو | إيطاليا | 6 ساعات |